# Chelsea Field
Kimberly A. Botfield (Glendale, California; 27 de mayo de 1957), conocida como Chelsea Field, es una actriz estadounidense mayormente conocida por su papel de Teela en la película Masters del Universo.

## Carrera
En sus inicios Field apareció como una bailarina en el show de televisión Oro Sólido en 1983. Inició principalmente interpretando pequeños roles en películas como Perfección y Commando. También apareció en series de televisión como Lobo del aire, Treintaytantos y Nightingales. Esta última surge a raíz de la película de televisión homónima producida en 1988 donde interpreta a Sam, una joven practicante de enfermera que en las noches baila en un club y que además está tratando de recuperar a su hija que está bajo la custodia de su madre, quién no le permite ver a la niña.
En 1987 finalmente protagoniza la película Amos del Universo al lado del actor sueco Dolph Lundgren. Posteriormente continúa protagonizando cintas del corte de acción como Presidio, El último Boy Scout y Dos duros sobre ruedas al lado de Bruce Willis, Damon Wayans, Viggo Mortensen, Mickey Rourke y Tom Sizemore.
En 1992 aparece en una película sudafricana coproducida con el Reino Unido, El Demonio del desierto. En esta película de terror, interpreta a Wendy Robinson, una mujer que acaba de terminar con su marido y que recoge a un extraño en la carretera mientras conducía sin rumbo y que según ella es el causante de una serie de terribles sucesos que empiezan a ocurrir. Por aquellos años Chelsea Field también protagonizó las películas Snapdragon, Justicia Extrema y Los pájaros 2: El fin del mundo, actuando junto a Pamela Anderson, Scott Glenn y Lou Diamond Phillips. También apareció en la película Enjuiciamiento: El Caso McMartin junto a James Woods.
Recientemente apareció en la película Just Add Water al lado de Jonah Hill, Anika Noni Rose, Dylan Walsh y Danny DeVito.

## Vida personal
En 1996 contrajo matrimonio con el también actor Scott Bakula y hasta la fecha aun siguen casados. Con él tiene dos hijos: Wil (1995) y Owen (1999).

## Filmografía
- 2008: Just Add Water
- 2001: Los límites del silencio
- 1999: NetForce (película para televisión)
- 1998: Perversión
- 1998: Prisión
- 1996: Flipper
- 1996: El hijo inesperado (película para televisión)
- 1995: Enjuiciamiento: El Caso McMartin
- 1995: La mujer sospechosa
- 1994: Andre
- 1994: Los pájaros 2: El fin del mundo
- 1993: Snapdragon
- 1993: Justicia extrema
- 1993: La mitad oscura
- 1992: El demonio del desierto
- 1991: La justicia tiene su precio
- 1991: El último Boy Scout
- 1989: Una cana al aire
- 1988: Nightingales
- 1988: Presidio
- 1987: Los Amos del Universo (Teela)
- 1985: Commando
- 1985: Perfección